# Priário
Priário (em latim: Priarius) foi um rei alamano ativo durante a segunda metade do século IV. Líder dos lentienses, permaneceu passivo durante os conflitos dos demais reis alamanos contra Juliano e Valentiniano I (r. 364–375), porém quando Graciano (r. 367–383) moveu seus exércitos para Oriente, lançou uma invasão ao território romano. Foi derrotado e morto por Nanieno e Malobaldo numa batalha próximo a Argentovária em 378.